# 國民議會 (孟加拉國)
國民議會是孟加拉國的最高立法機關。現時孟加拉國國會有350個議席，其中50席預留給女性，由國會內的黨派委任。選舉每隔五年進行一次，最近的選舉為2024年孟加拉国大选，於2024年1月7日舉行。2024年8月6日，在总理谢赫·哈西娜逃亡后，总统穆罕默德·谢哈布丁宣布解散国会，组织临时政府。
多數黨（或執政聯盟）的領袖會成為孟加拉國總理。而孟加拉國總統亦由國會選出。
孟加拉國國會位處達卡的國會大廈，由美國建築師路易·康設計。
自2008年12月大選起，國會的多數黨是孟加拉國人民聯盟，由總理谢赫·哈西娜領導。

## 議員
《孟加拉國憲法》第66條規定，年滿25歲的孟加拉國公民有資格擔任國會議員，且不得擁有雙重國籍。
國會議員以直接選舉形式在所屬選區選出。最多票數的候選人贏得選舉。國會議員任期五年，國會在議員宣誓五年後解散，議員可無限次連任。他們可以是獨立人士或屬於一個政黨。
監禁超過兩年者不合資格擔任國會議員，在大選前五年服刑者除外。
憲法第67條規定議員若在未有請假的情況下缺席超過90個會議天會喪失議席。任何與議席有關的分歧會由孟加拉國選舉委員會解決。根據憲法第69條，非國會議員（或經覆核後喪失議員資格的議員）出席一天選舉委員會聆訊會被罰款一千孟加拉塔卡。

### 中途易黨
憲法第70條規定中途易黨屬違法。議員若中途易黨將失去議席。
根據憲法的定義，中途易黨是：議員退出所屬提名政黨、反對提名政黨，及不跟從党鞭的指示投弃权票。
孟加拉國唯一一次的中途易黨事件發生在2004年，國會多數黨議員M·A·曼南和莫希·B·喬杜里退出孟加拉國民族主義黨，另立孟加拉國比卡爾波多羅黨。議席懸空後舉行補選，喬杜里重奪議席，曼南競逐失敗。

#### 對規則的辯論
由於大部份候選人有資金及黨派支持，退黨被視為无視人民的选择。禁止中途易黨的主要目的在於避免議員為個人利益加入其他政黨。在僅過多數時這是關鍵，但少數多數黨議員反對多數黨本质上改变執政黨。
中途易黨禁令使議員失去反對他們不滿的所屬政黨政策的權利。這在議會民主上被視為有害的，因禁令迫使議員不論自己和他們的選民是否同意之下認同黨領袖的決策。

### 多選區參選
憲法第71條容許有資格人士在多於一個選區出選。但是，如果在多個選區中當選，議員只能選擇其中一席。
這通常是杰出的政治家或黨領袖的習慣。在2008年孟加拉國大選中，孟加拉國人民聯盟黨魁謝赫·哈西娜、後來成為孟加拉國總統的齊勒·拉赫曼、孟加拉國民族主義黨黨魁卡莉達·齊亞和艾爾沙德國家黨黨魁艾爾沙德參選的選區均達到法律訂明最高數目。

## 權力及權利
孟加拉國總統從國會議員中委任包括總理和其他部長在內的內閣。總理必須是國會議員，而九成以上的部長亦須為國會議員。總統必須委任在他眼中能給予國會多數黨信心的總理。內閣對國會問責。
孟加拉國總統由國會以公開選票形式選出。因此，反對黨很少提名候選人，而執政黨候選人則自動當選。阿卜杜勒·哈米德、齊勒·拉赫曼、亞傑丁·艾哈邁德、A·Q·M·博德魯德多佐·喬杜里、紹霍布德丁·奧赫梅德均為自動當選。國會亦可在三分之二多數之下彈劾總統，但沒有總統被彈劾過。
國會可設立國會常務委員會以審核法案，進行執法審查及處理其他事關公共重要性的事項。委員會的實際權力一向正常，但法定權力則過大，例如孟加拉最高法院規定不出席國會委員會的聆訊。
憲法第78條規定國會議員在國會會議期間發表的言論、行動和投票可免於刑責，議員亦有權就議會事宜在法庭保持緘默。根據憲法第46條，國會亦可給予任何帶有國家公職的人刑事免責權。此使到1979年的第2屆國會通過孟加拉國賠償法，以給予謝赫·穆吉布·拉赫曼遇刺案中的兇手刑事免責權。

## 外部連結
- 官方网站